# ノエル・アクショテ
ノエル・アクショテ（Noël Akchoté、1968年12月7日 - ）は、パリ出身のギター奏者、インプロヴァイザー（即興演奏者）。

## 来歴
8歳でギターを始め、学校でクラシック・ギターのレッスンを受ける。10歳のときパリで聴いたバーデン・パウエルのコンサートに影響を受ける。14歳からバーやレストランで演奏していた。学校を中退後、ドラムとベースを習う。フィリップ・カテリーン、ミッキー・ベイカー、タル・ファーロウのギター・ワークショップにも参加した。1994年にレコードレーベル「Rectangle」を立ち上げる。Recyclers、Trash Corporationのメンバーでもある。デレク・ベイリー、ハン・ベニンク、ティム・バーン、ユージン・チャドボーン、マルク・デュクレ、クリスチャン・エスクード、フレッド・フリス、イングリッド・ジェンセン、アダム・レヴィ、ジョージ・ルイス、フィル・ミントン、エヴァン・パーカー、マーク・リボー、ハーブ・ロバートソンなどと共演している。

## ディスコグラフィ

### リーダー・アルバム
- Soundpage(s) (1994年、Label Bleu)
- Somewhere Bi-Lingual (1997年、Siesta)
- 『ラスト・コーナー』 - Lust Corner (1997年、Winter & Winter)
- Noel Akchote & Bruno Meillier (1999年、Orkhestra)
- Alike Joseph (2000年、Rectangle)
- 『リエン』 - Rien (2000年、Winter & Winter)
- Simple Joseph (2001年、Rectangle)
- Perpetual Joseph (2002年、Rectangle)
- Lennyk.co.uk? (2002年、Signature,)
- Impro-Micro-Acoustique (2003年、Blue Chopsticks)
- Adult Guitar (2004年、Blue Chopsticks)
- 『ソニーII』 - Sonny II (2004年、Winter & Winter)
- Ecume Ou Bave (2004年、Signature)
- Les Invisibles (2006年、Universal)
- 『ソー・ラッキー』 - So Lucky (2007年、Winter & Winter)
- Toi-Meme (2008年、Winter & Winter)